# 호평고등학교
호평고등학교(好坪高等學校)는 대한민국 경기도 남양주시 호평동에 있는 공립 고등학교이다.

## 학교 연혁
- 2005년 12월 26일 : 호평고등학교 30학급 설립인가(경기도립학교 조례 제2조)
- 2006년 3월 1일 : 호평고등학교 개교
- 2006년 3월 1일 : 초대 이운진 교장 취임
- 2006년 3월 2일 : 제1회 신입생 8학급 312명(남ㆍ여) 입학
- 2007년 10월 1일 : 도서관 ‘글마루’ 개관
- 2008년 12월 15일 : 영어전용교실 준공
- 2009년 2월 12일 : 제1회 졸업식(7학급 259명 졸업)
- 2021년 9월 1일 : 제6대 이인수 교장 취임
- 2024년 1월 5일 : 제16회 졸업생 10학급 241명(남, 여) 졸업
- 2024년 3월 4일 : 제19회 신입생 10학급 339명(남, 여) 입학

## 참고 자료
- 호평고등학교 - 한국교육학술정보원 학교알리미